# Индийский канат
Инди́йский кана́т — трюк сценической магии, которым индийские факиры будоражили воображение европейцев XIX века.
Данный фокус отличается значительной древностью. Ибн Баттута видел подобные манипуляции во время путешествия по Китаю в 1346 году, правда, роль каната отводилась металлической цепи. Трюк состоял в том, что факир подбрасывал вверх один конец верёвки, после чего она вертикально повисала в воздухе. Ассистирующий ему мальчик забирался по канату и спускался вниз. В некоторых версиях фокуса мальчик исчезал, достигнув верхнего конца каната и появлялся у его подножия.
Существуют мистические (левитация), психологические (массовый гипноз) и рационалистические (скрытые бамбуковые звенья) объяснения этого фокуса. Один из свидетелей, иллюзионист, наблюдал выполнение трюка в пространстве между высокими зданиями, на крыше которых скрывались помощники, втаскивавшие конец каната за ниточку, причём их присутствие было замаскировано клубами густого дыма костра, разведённого артистом-индийцем. В разном антураже могут применяться различные секреты исполнения.